# Reloj de sobremesa estilo Imperio francés

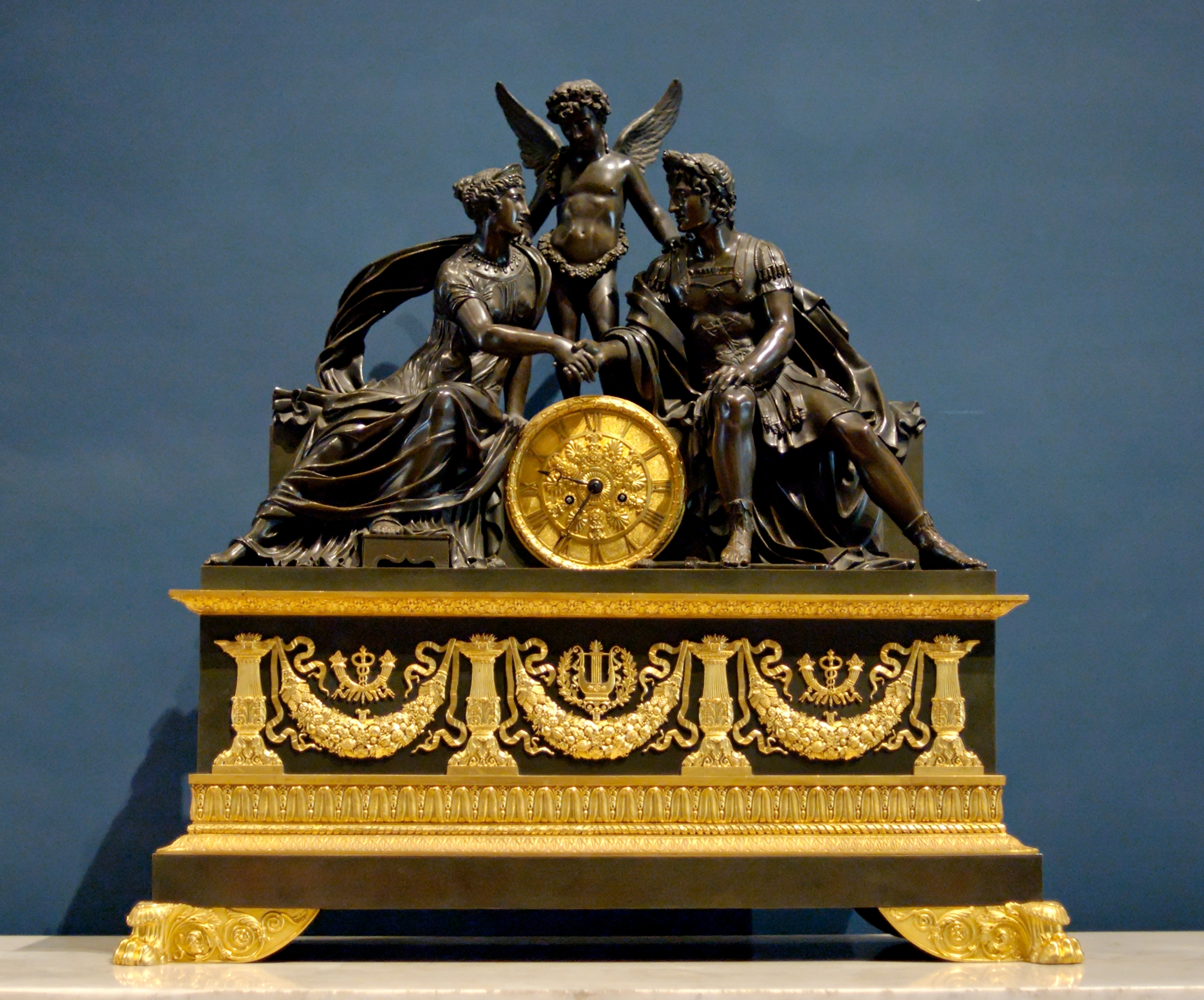
Pieza de bronce patinado y dorado que representa a Marte y Venus, alegoría de la boda de Napoleón I y la Archiduquesa María Luisa de Austria. Por el famoso bronceador Pierre-Philippe Thomire, c. 1810

Un reloj de sobremesa estilo Imperio francés es un tipo de reloj de sobremesa elaboradamente decorado que se fabricó en Francia durante el Imperio Napoleónico, 1804–1814/15. La fabricación de relojes durante la Restauración borbónica, 1814/1815–1830, también se incluye dentro de este movimiento artístico, ya que comparten temas, elementos decorativos, formas y estilo similares.

## Precedentes
A finales del siglo XVIII, a partir de mediados de la década de 1770, los relojeros franceses contribuyeron a un nuevo movimiento artístico: el neoclasicismo. Este estilo en la arquitectura, la pintura, la escultura y las artes decorativas, que se había desarrollado durante los últimos años de la vida de Luis XV, principalmente como reacción a los excesos del movimiento rococó, pero también en parte debido a la popularidad de las excavaciones en la antigua Herculano y Pompeya, en Italia.
Los relojes de este estilo prescindieron de la profusa ornamentación y los diseños elaborados del estilo rococó anterior tan típico del reinado de Luis XV.
Los cronometradores fabricados durante los periodos históricos Luis XVI y la Primera República Francesa incorporaron este nuevo lenguaje artístico con diseños, alegorías y motivos clásicos. En el caso de las piezas de Luis XVI, la piedra, generalmente mármol blanco, alabastro o bizcocho, se combinó con bronce dorado y/o patinado, aunque algunos casos fueron completamente fundidos en bronce. Algunos modelos eran arquitectónicos, es decir, sin figuras, mientras que otros mostraban figurillas de estilo clásico.
Durante la década de 1790, la producción de bronce dorado aumentó considerablemente a medida que mejoraron las condiciones laborales. La libertad de comercio iniciada por la Revolución Francesa permitió que muchos fundidores desarrollaran grandes fábricas. Antes de esta época, durante el Antiguo Régimen, se limitaban a pequeños talleres y se limitaban estrictamente a la fundición de bronce. El nuevo entorno de la fábrica les permitió la oportunidad de ejecutar todas las etapas del trabajo en bronce, incluido el dibujo, la fundición, el dorado, el ensamblaje y el comercio de objetos de arte. Los artesanos todavía se beneficiaban de la formación anterior a la Revolución y trabajaban según los estándares de un arte de lujo del Antiguo Régimen, pero tenían mejores medios de producción y organización.

## Características

### Materiales y técnicas
Se podría argumentar que el uso de bronce dorado para fabricar artículos de lujo alcanzó su punto máximo a principios del siglo XIX en Francia. Este medio no era nuevo, ya que había gozado de una reputación internacional en Europa desde el reinado de Luis XIV que continuó durante todo el Antiguo Régimen. Una de las razones de este éxito son las cualidades técnicas inherentes al bronce. Más barato que el oro y la plata, es un material común que es fácil de moldear y dorar. Por ello, se convirtió en el material predilecto para cajas de relojes, candelabros y adornos de muebles. Gracias a la habilidad de notables fundidores y cazadores de bronce, estos objetos no fueron simplemente cronometradores, sino que se convirtieron en objetos de arte.
Esta edad de oro terminó a fines de la década de 1820, cuando la generación de artesanos y trabajadores se extinguió, los metales más baratos comenzaron a usarse cada vez más, por ejemplo , el latón, y la fundición de bronce entró en una mayor mecanización, sacrificando la artesanía para aumentar la productividad, y para reducir costes y tiempos de fabricación.
El bronce fue el material principal utilizado en los relojes de estilo Imperio y tanto la pátina como las técnicas de ormolu se utilizaron ampliamente para la ornamentación durante este período. Los finos acabados de modelado, dorado y patinado utilizados en estos relojes de péndulo producidos en serie se consideran inigualables. La mayoría de las cajas de los relojes estaban totalmente fundidas en bronce y otras combinadas con una base de piedra de mármol, alabastro o pórfido. También se emplearon, aunque con menor frecuencia, la madera, caoba o madera frutal, y el cristal tallado (este último utilizado durante la Restauración).
Durante este período había entre 40 y 60 talleres con fundidores, doradores, plateros y cazadores en París. Los fundadores solían hacer un modelo de cera a partir de un borrador y, a partir de este modelo de cera, se hacía un molde de yeso negativo, que podía reproducirse con más frecuencia. Luego, usando este molde de yeso, se hizo un molde en el que se fundió el bronce. Al combinar figuras y montajes, se produjeron varias versiones de un diseño.

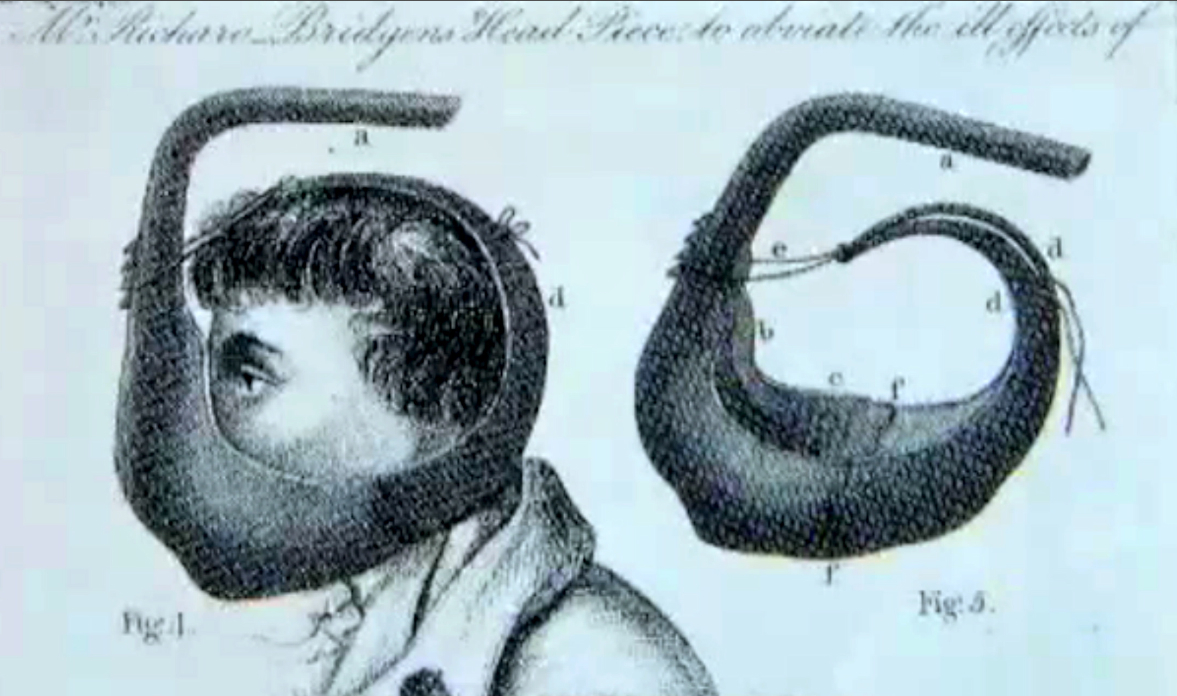
Una especie de máscara que se utiliza para proteger al dorador de los vapores de mercurio venenosos.

Debido a la exposición a vapores de mercurio nocivos durante el proceso de "dorure au mercure" ( dorado al fuego ), la mayoría de los doradores no sobrevivieron más allá de los 40 años como consecuencia del envenenamiento por mercurio . Incluso en aquellos días, se tomaban todo tipo de precauciones contra el envenenamiento por mercurio. Estas medidas incluían masticar pan o colocar un trozo de cuero con una moneda de plata incrustada sobre la lengua (la moneda de plata cambiaría de color cuando se expusiera al mercurio). También había una especie de máscara ideada para inhalar el aire por detrás de la cabeza. Ninguna de estas medidas fueron contramedidas suficientes contra el envenenamiento por mercurio.
En consecuencia, el uso de mercurio fue prohibido por la legislación francesa después de alrededor de 1830, aunque su uso continuó de manera común hasta alrededor de 1900 e incluso todavía estaba en uso en unos pocos talleres alrededor de 1960. Para reemplazar ormolu, se utilizaron otras técnicas de dorado, como la galvanoplastia de mediados del siglo XIX en adelante.
En cuanto al mecanismo, hacia finales del siglo XVIII, los movimientos de relojería redonda se convirtieron en un producto confiable producido en masa. Conocidos como "Pendule de Paris" (movimientos de reloj de París, o francés), eran un movimiento de 8 días con escape de áncora, péndulo suspendido de hilo de seda con una rueda de conteo que golpeaba una campana cada hora y media hora. En la década de 1840, la suspensión de seda simple y muy eficaz fue reemplazada por varios sistemas de suspensión de resorte ajustable.
Es necesario recalcar que a diferencia de los relojes construidos en el siglo XVIII, donde la mayoría de ellos fueron firmados, en muchos de los del Imperio la autoría permanece en el anonimato, lo que dificulta atribuir una obra en particular a un determinado escultor de bronce. A esto hay que añadir que era práctica común entre los bronceadores venderse piezas entre sí e incluso copiar o readaptar diseños ajenos. Cuando están firmados, por lo general llevan el nombre en la esfera y pueden ser el nombre del bronceador, así como el nombre del minorista o el fabricante del movimiento.
Un pequeño reloj, normalmente cubierto por una campana de cristal, podía costar 150 francos y 7.000 francos para las obras mayores destinadas a decorar los salones de palacios y grandes casas. El precio total comprendió el trabajo de las diferentes personas involucradas en su proceso de fabricación:
- Alrededor del 10% para el diseño del modelo.
- Fundición, 20%.
- Cincelado, 30%.
- Dorado, 30%.
- El movimiento solo representó entre el 5 y el 10%.

Esto significó que alrededor del 90% de los costos de producción fueron la escultura y la fabricación de la caja.

### Estilo y diseño

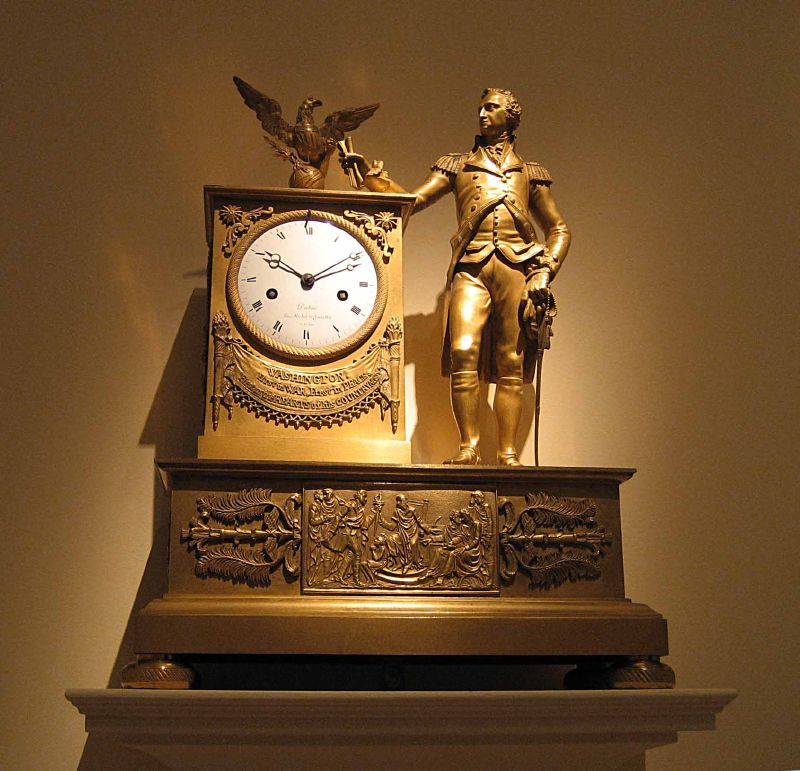
C. 1810-1815 pieza que presenta a George Washington con traje militar completo. Museo Metropolitano de Arte.

Los relojes fueron fabricados siguiendo el estilo entonces en boga, el estilo Imperio, una fase dentro del ámbito Neoclásico, basado en el arte de la antigüedad clásica; tanto en la antigua Grecia como especialmente en el Imperio Romano.
Aunque había una gran diversidad de formas de caja, las más comunes y populares eran los relojes con base rectangular u oblonga sustentada por cuatro (o más) patas de diferentes formas y patrones. El frente del pedestal normalmente estaba decorado con guirnaldas, zarcillos de acanto, acroterios, coronas de laurel, volutas, flores y otros motivos decorativos clásicos, o representando escenas mitológicas y alegóricas finamente grabadas en relieve como un friso de un templo greco-romano. Encima de la base (en el centro o a un lado) se encontraba el pedestal que alojaba la esfera del reloj, sin embargo en otros modelos también se colocaba en ruedas de carretas, rocas, escudos, globos, troncos de árboles, etc.
Estos cronometradores estaban adornados con finas figuras de bronce de arte, ciencias y alegorías de altos ideales, dioses, diosas, musas, cupidos, héroes literarios clásicos y otras composiciones alegóricas o mitológicas. A veces, personajes históricos como Alejandro Magno, Julio César, George Washington, Napoleón Bonaparte, filósofos y autores clásicos, también fueron el tema principal. De ahí que también se les conozca como relojes figurativos o escultóricos (más que arquitectónicos).

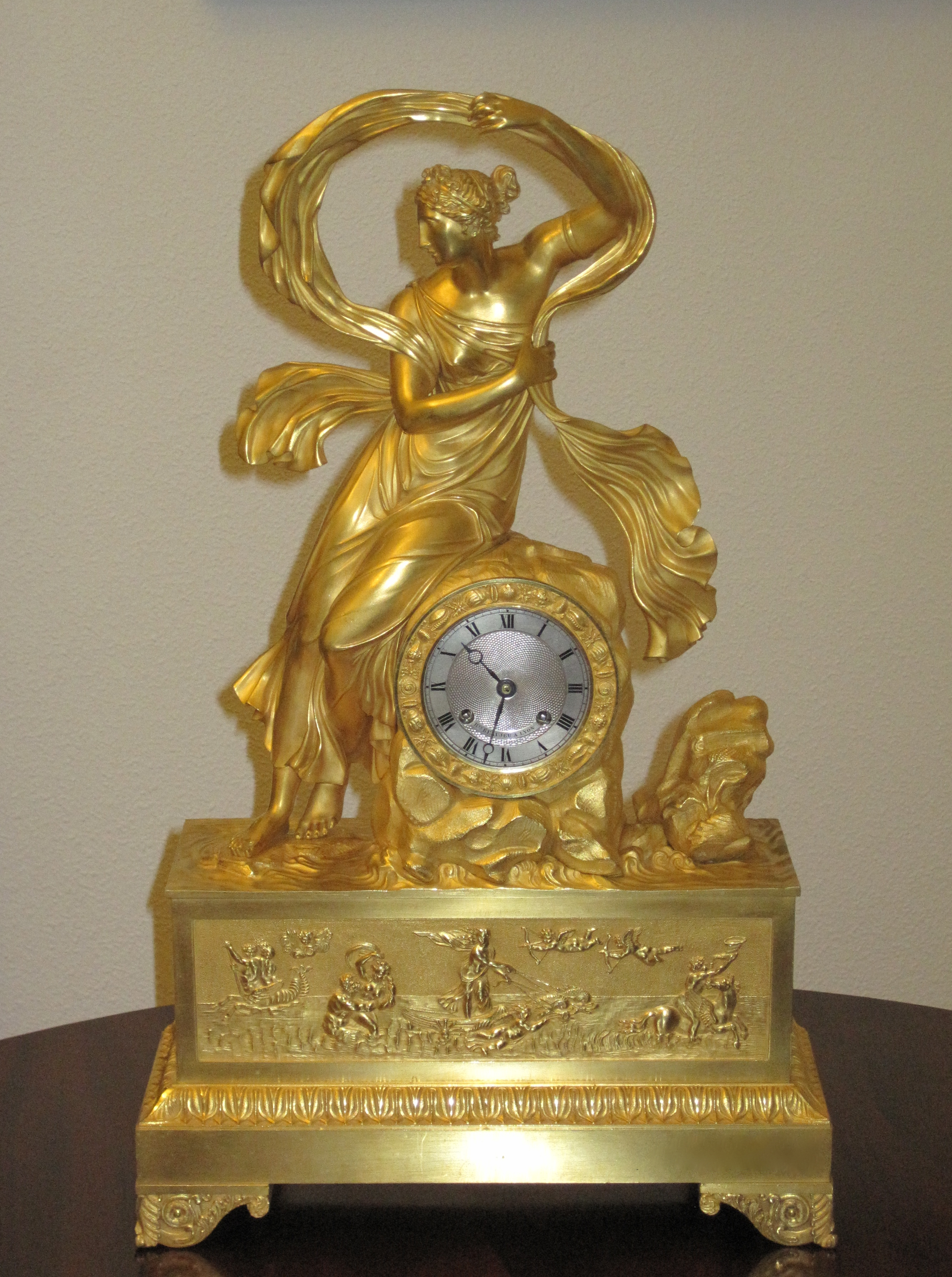
Un reloj de 1822 que representa a la nereida Galatea, Palacio de Catalina. La respectiva composición alegórica en relieve del friso, representa el "Triunfo de Galatea", basado en el fresco homónimo de Rafael Sanzio.

Asimismo, otra de las fuentes de inspiración del escultor para la composición de un determinado diseño fueron tanto las esculturas clásicas como la célebre pintura. Ejemplos del primero son la Ariadna durmiente y Psique resucitada por el beso de Cupido de Antonio Canova o Psique coronando a Amor según un modelo de Claude Michallon. En pintura se puede citar el Juramento de los Horacios de Jacques-Louis David, Héro et Léandre de Pierre-Claude-François Delorme, etc.
Los dioses clásicos sirvieron como modelos y símbolos para la época. Por ejemplo, los relojes de carros o " pendules au char " fueron una categoría excepcional dentro de los relojes del Imperio. Apolo, Diana y Cupido representados como conductores de carros triunfantes, fueron los dioses más populares utilizados. Era habitual durante la época napoleónica y particularmente bajo los regímenes de "Directoire" y "Consulat" que los relojes glorificaran la conducción de la guerra.
Temas más domésticos y románticos, como el "templo del amor", ganaron popularidad después de la caída del Imperio de Napoleón. Durante la Restauración, 1815-1830, la representación de escenas bélicas no era tan habitual como en los primeros tiempos del Imperio.
Finalmente, bajo el reinado de Carlos X (1824-1830), los diseños de las cajas comenzaron a evolucionar paulatinamente alejándose de un clasicismo estricto y proporcionado hacia un estilo barroco que anunciaba el eclecticismo y los historicismos en las formas, tan típicas, por otro lado, del resto del siglo XIX. Es por eso que durante la segunda mitad de ese siglo y principios del XX, entre todos los diferentes estilos revival de relojes de sobremesa disponibles; Rococó, Luis XVI, etc., también se fabricaron relojes de estilo Imperio, normalmente réplicas o adaptaciones a partir de modelos preexistentes.
Los relojes del imperio en general y los ejemplos más grandes y notables en particular de los mejores bronceadores, como Pierre-Philippe Thomire, Claude Galle, André-Antoine Ravrio, Louis-Stanislas Lenoir-Ravrio, etc., se consideran más que simples relojes. Son también obras de arte, estudios escultóricos, donde el equilibrio en la composición y el estudio de los objetos, los animales y las formas y expresiones del cuerpo humano se reflejan con cuidado y minuciosidad en las figuras de bronce, consiguiendo un alto grado de realismo, perfeccionismo y delicadeza.
Estos relojes fueron ideados para decorar las consolas o repisas de chimenea de un determinado salón o estancia en palacios, mansiones europeas y americanas, casas, oficinas, etc. Hoy en día muchas de ellas forman parte de colecciones reales y se pueden ver en palacios, residencias oficiales, embajadas, ministerios, museos de todo el mundo, etc.
Incluso hoy en día algunas empresas replican este estilo, demostrando que la atención al detalle, el gusto exquisito, la excelente mano de obra, la elegancia y el refinamiento logrados por los diferentes artistas y artesanos involucrados en su fabricación, son eternos y atemporales por igual.

## bronceadores
Lista de los bronceadores más destacados activos durante los periodos napoleónico y/o de la Restauración, por orden alfabético:
|  | - André-Antoine Ravrio (1759–1814). - Claude Galle (1759–1815). - Claude-François Rabiat (1756–1815). - Denière et Matelin. Llamado por Jean-François Denière (1774–1866) y François Thomas Matelin (1759–1815). - Etienne Blavet (1751–1827). - François-Aimé Damerat (activo entre 1781–1819). - François-Louis Savart. - François Rémond (o Raimond) (1745/47–1812). - Gérard-Jean Galle (1788–1846). The eldest son of Claude Galle. - Jean-André Reiche (1752–1817). - Jean-Baptiste Dubuc (1743–1819). | - Jean-Simon Deberverie (1764–1824). - Louis-François Jeannest (1781–1856). - Louis-Isidore Choiselat-Gallien (1784–1853). - Louis-Stanislas Lenoir-Ravrio (1783–1846). The adopted son of André-Antoine Ravrio. - Louis Thomire (1757–1838). Collaborator and cousin of Pierre-Philippe Thomire. - Lucien-François Feuchère (c. 1760–c. 1841). The son of Pierre-François Feuchère. - Pierre-Etienne Romain (c. 1765–after 1821). - Pierre-François Feuchère (1737–1823). - Pierre-Philippe Thomire (1751–1843). - Pierre-Victor Ledure (1783–1840s). |

## Galería

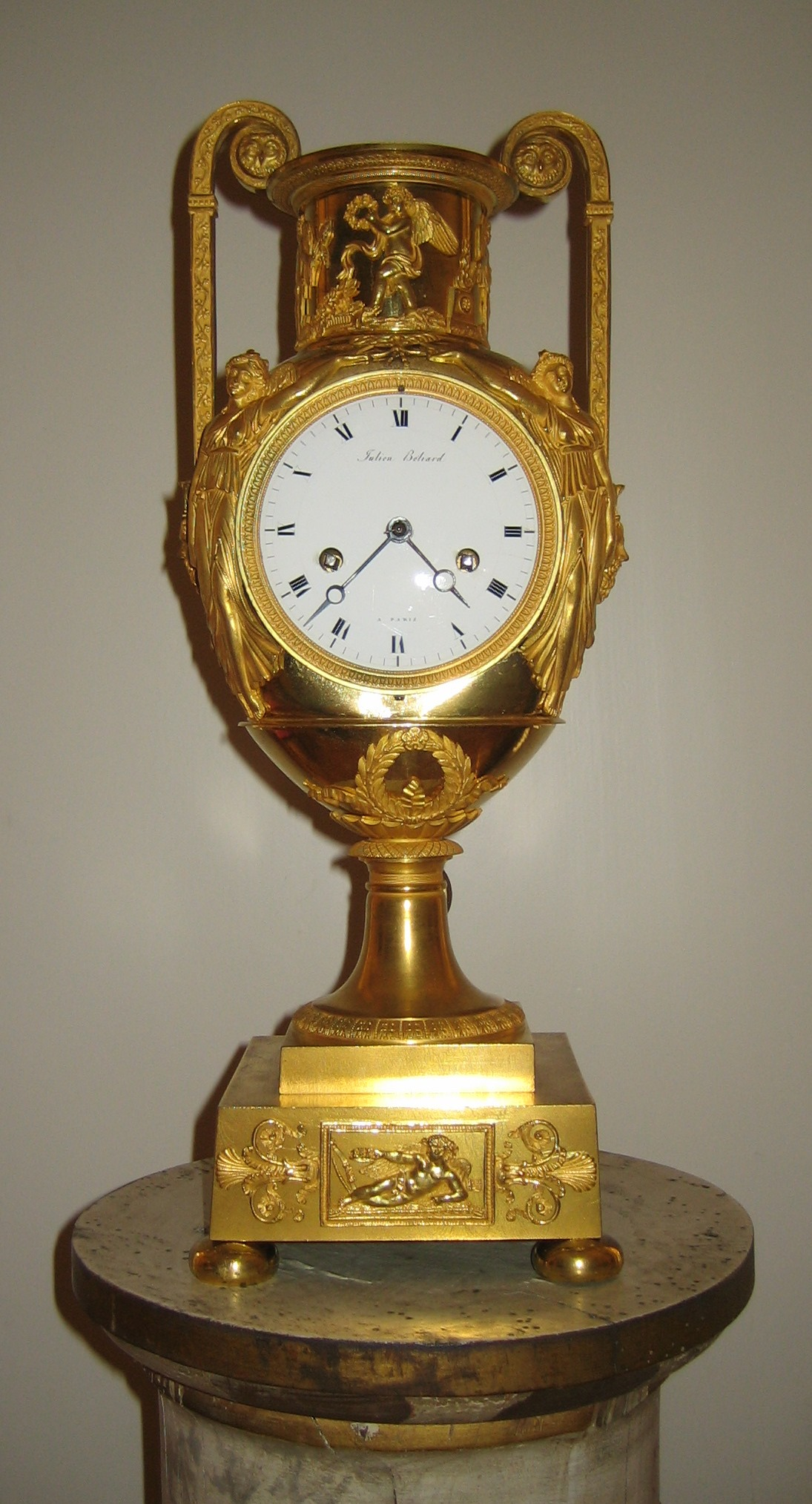
Reloj de sobremesa con dorado de mercurio en forma de urna (alrededor de 1800) de Julien Béliard, París, maître horloger registrado en la rue Saint-Benôit y rue Pavée en 1777, todavía activo en 1817, o Julien-Antoine Béliard, maître horloger en 1786, grabado en la rue de Hurepoix, 1787-1806.
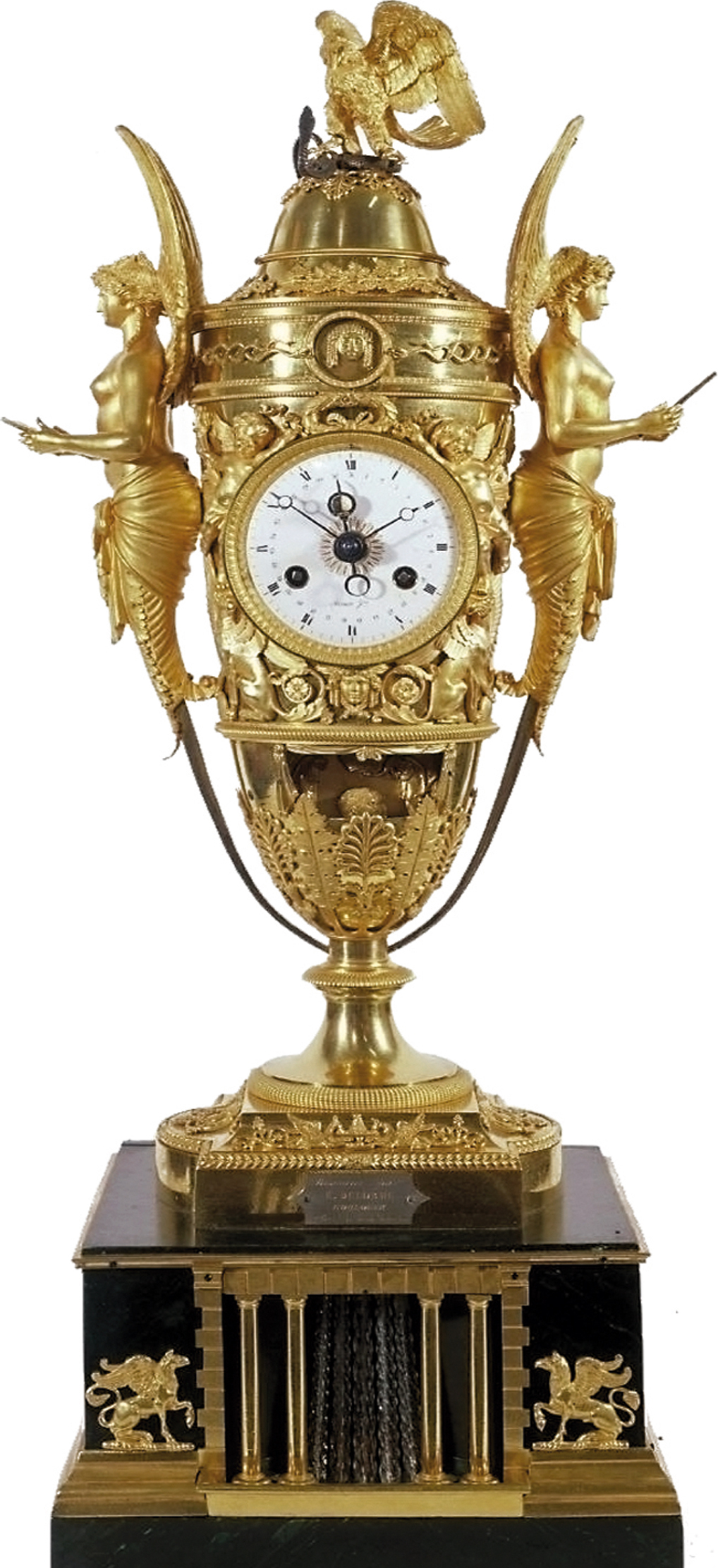
Cronometrador de Napoleón en forma de ánfora (1806).
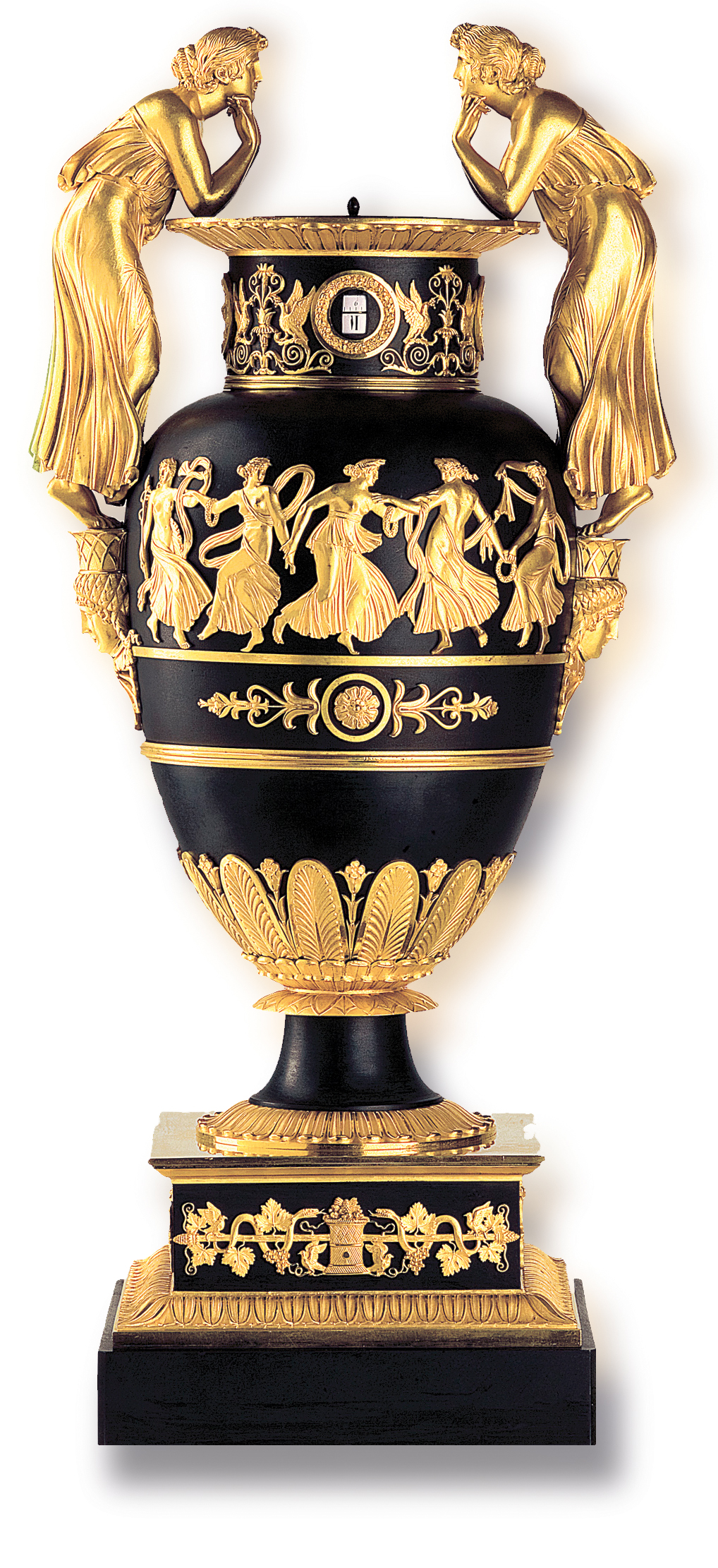
Otro reloj de urna de bronce que perteneció a Ernest Augustus, rey de Hannover (hacia 1810).
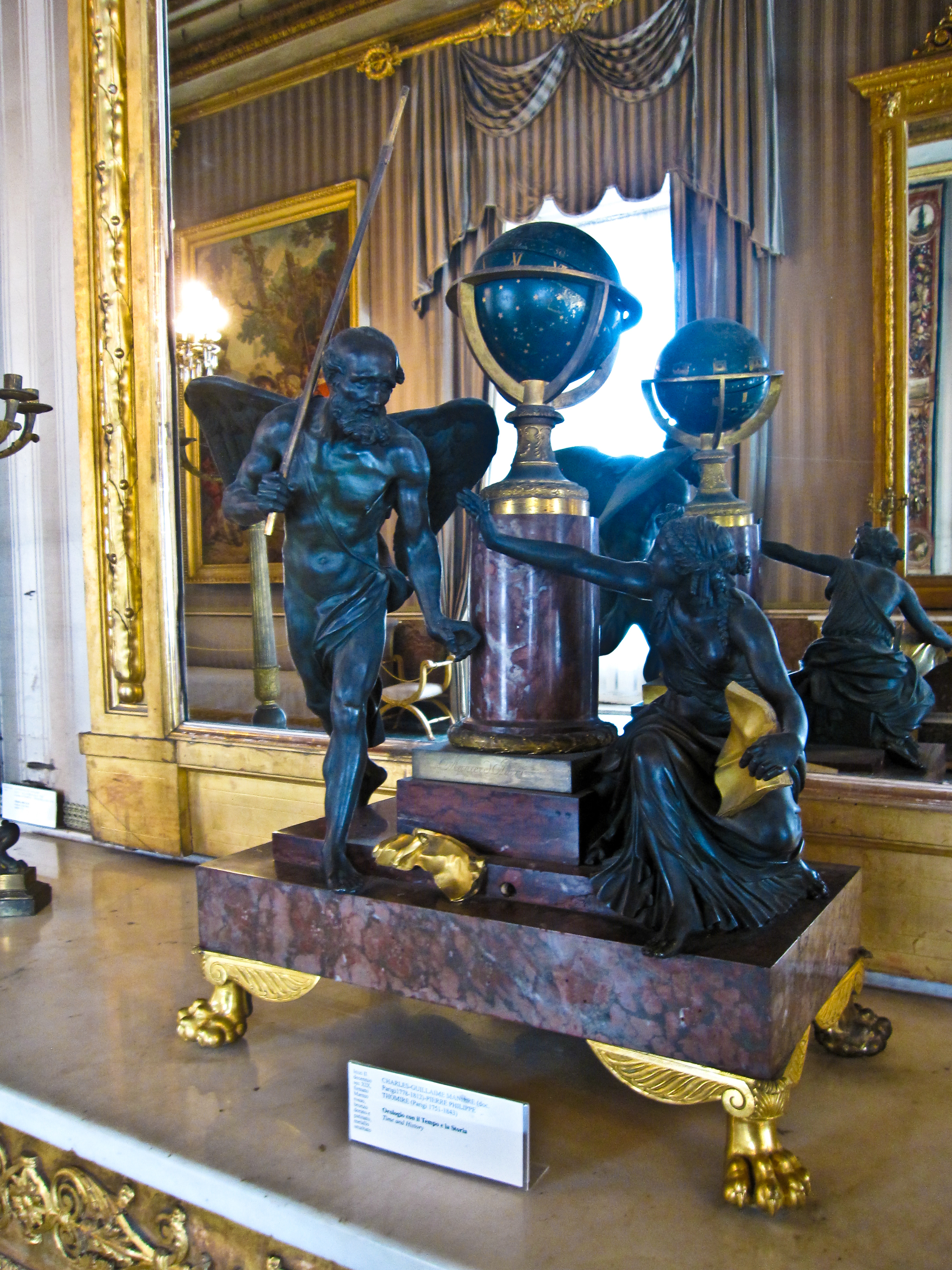
Pendule à cercles tournants (Reloj de círculos giratorios) que representa la alegoría Tiempo e Historia, de Pierre-Philippe Thomire (1812). Palacio Real de Nápoles .
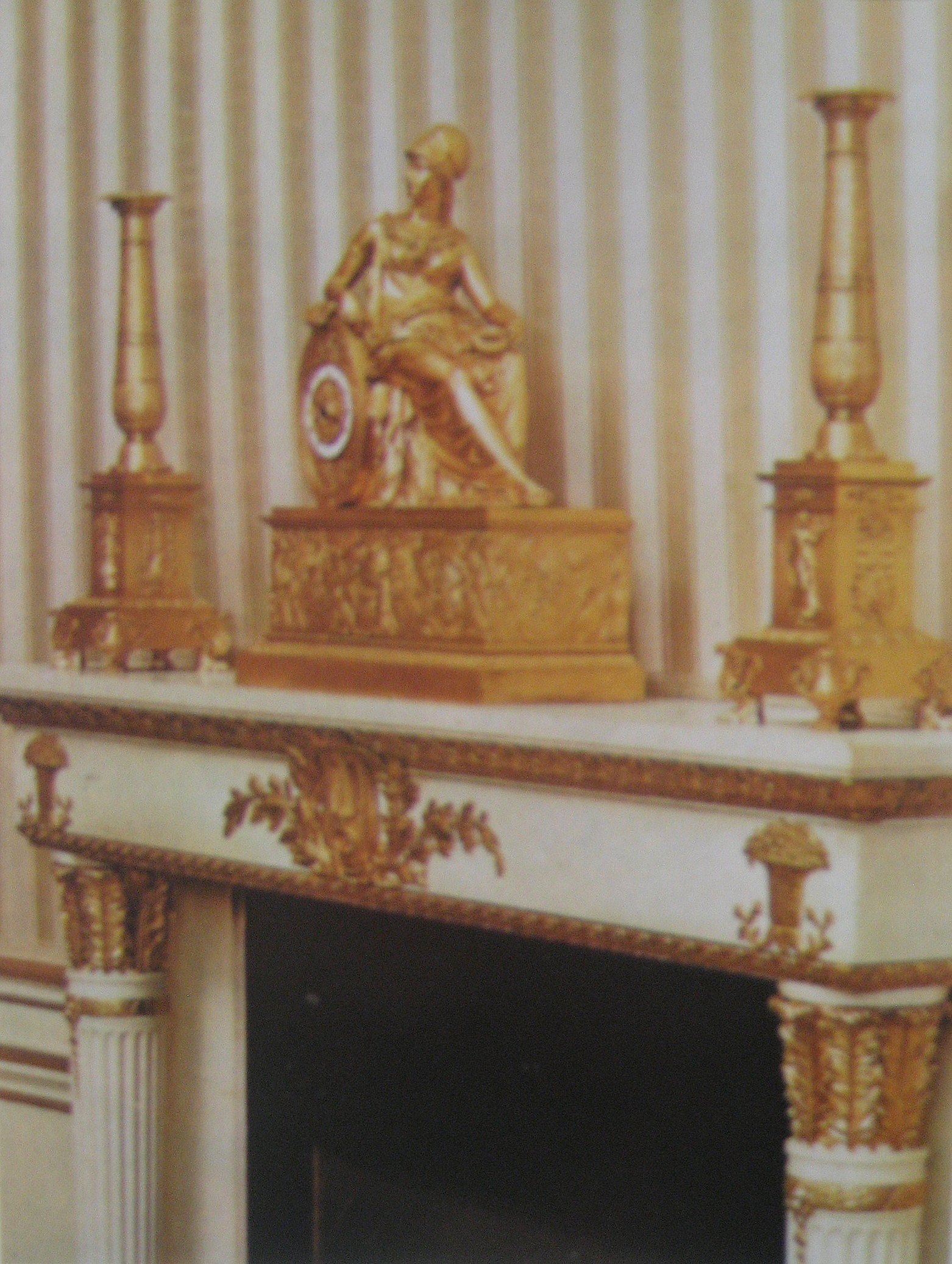
Conjunto de reloj con figura de Minerva y candelabros adquirido en París en 1817 por James Monroe .
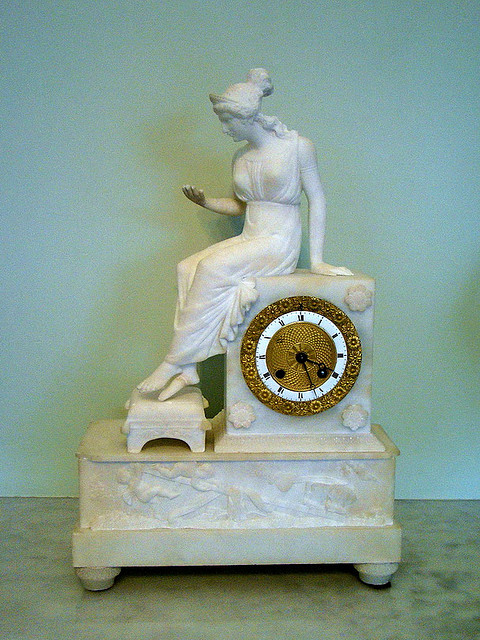
Pieza con el estuche realizada en alabastro, c. 1818. Palacio de Gatchina, Rusia.
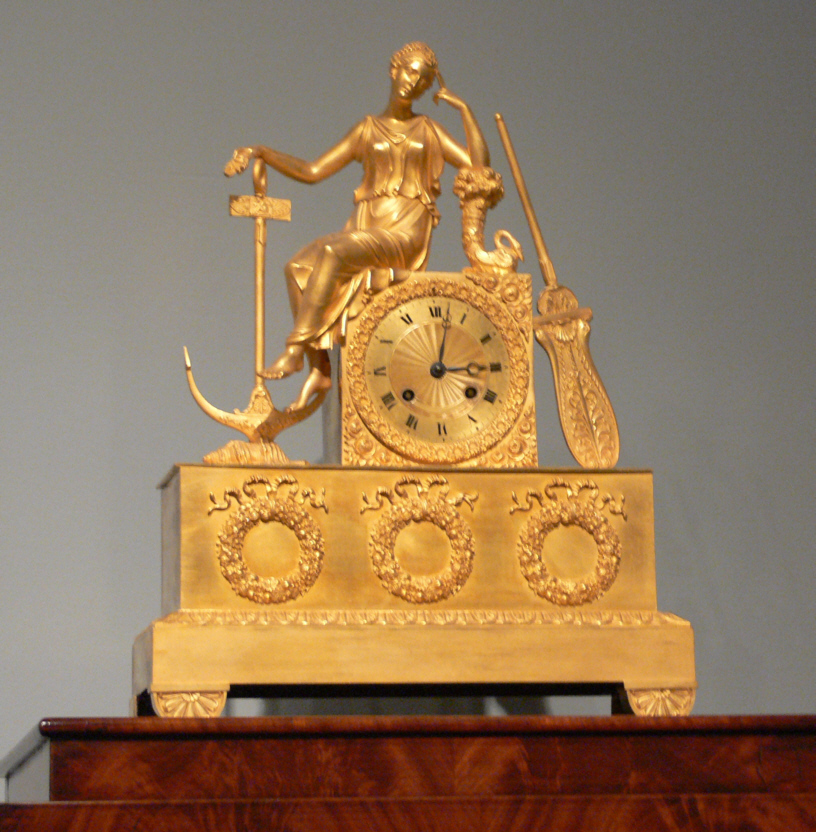
C. 1825 ejemplar que presenta una alegoría de la Esperanza.
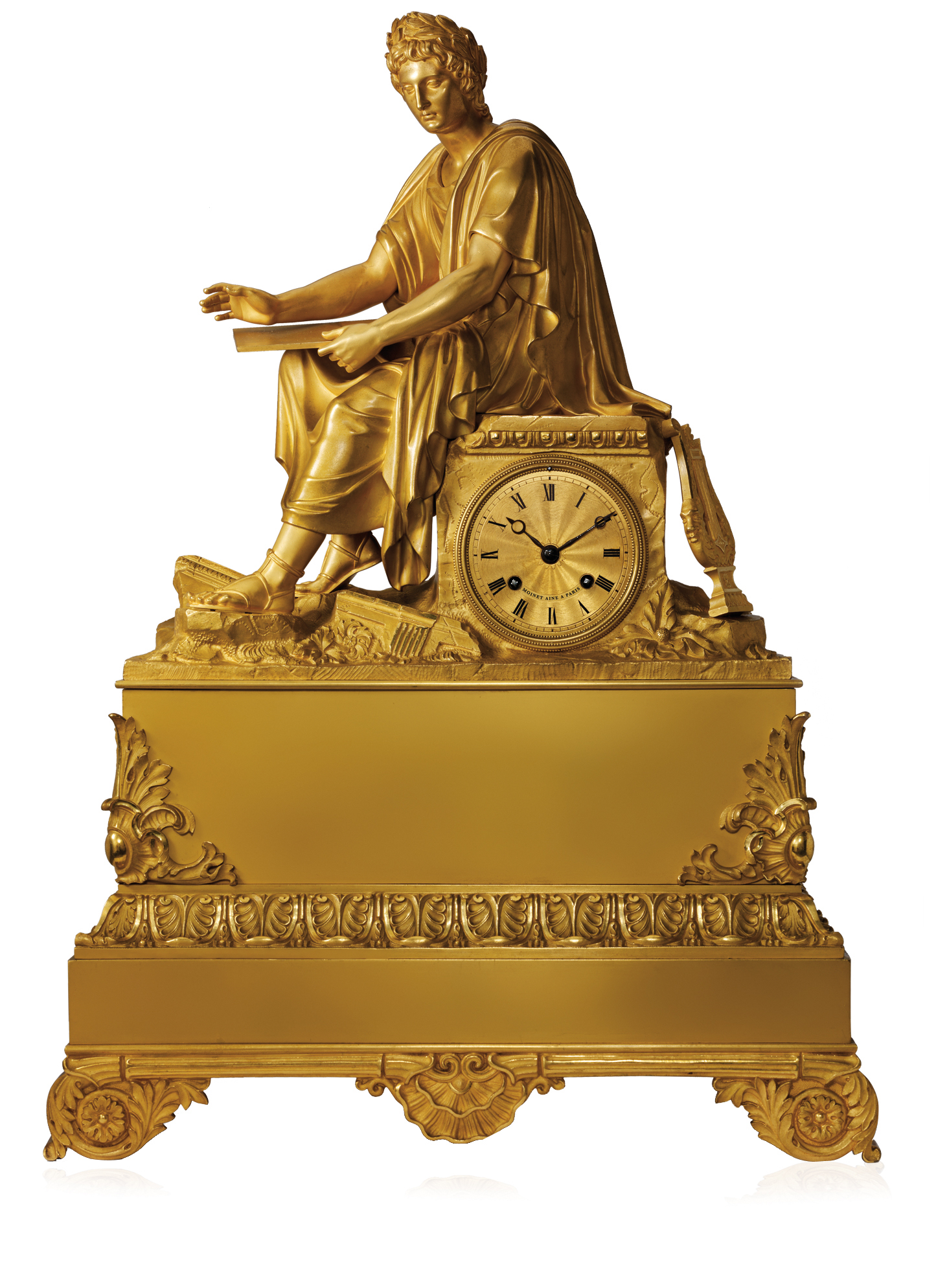
Un ejemplo de transición (c. 1830), que representa al emperador Nerón . En la base se puede observar una clara tendencia al estilo barroco.
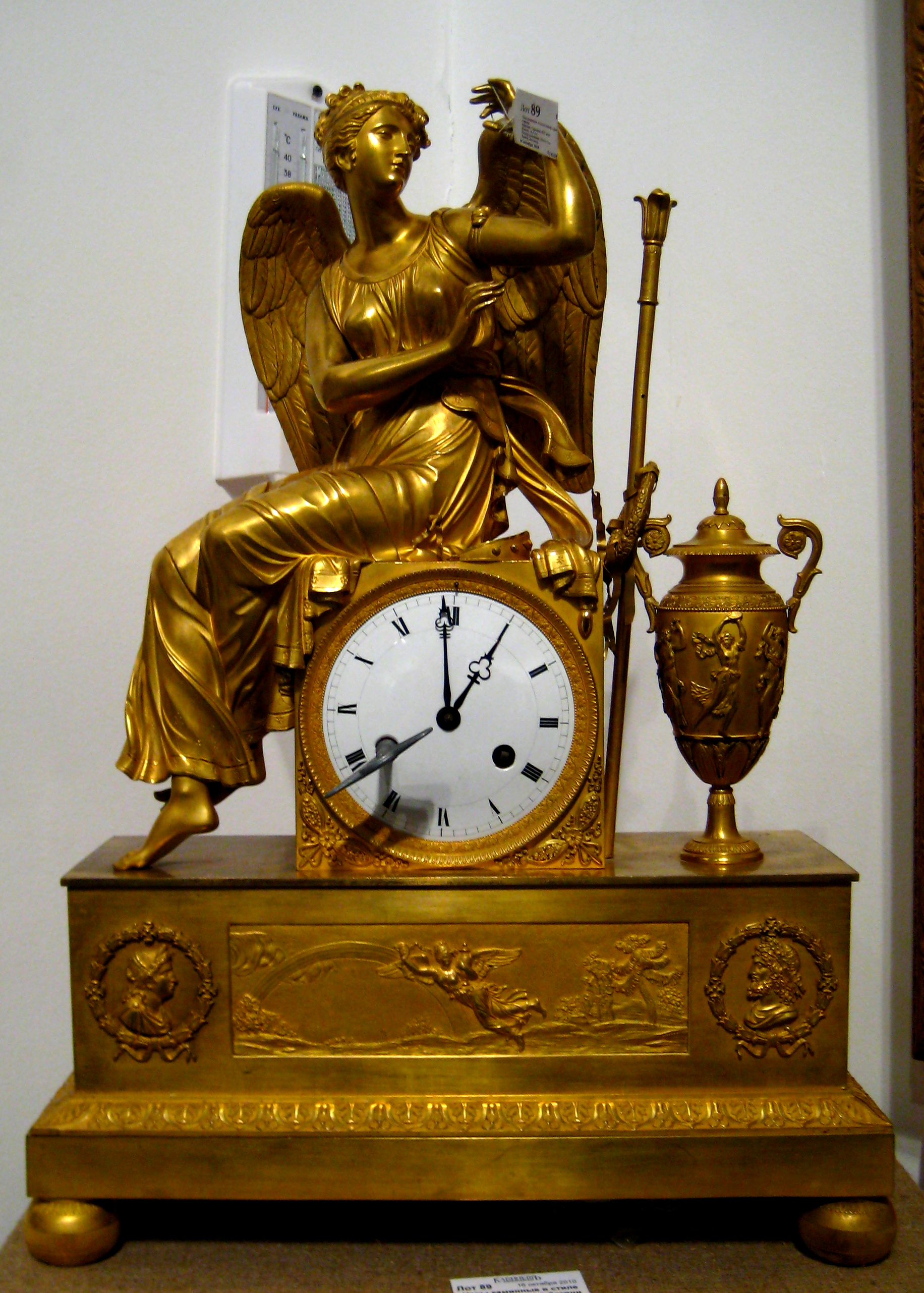
Reloj Empire revival (2ª mitad del siglo XIX) con la figura de la diosa Aurora . Réplica de un modelo preexistente.